# Llengua vulgar
Llengua vulgar era una expressió amb la qual, a l'edat mitjana i a l'Europa occidental, es va posar de manifest els idiomes parlats per les persones (en llatí vulgus) que es deriven del llatí, però considerablement més distants del llatí clàssic, qui, amb la disminució de les comunicacions causades per la caiguda de l'imperi romà, havia evolucionat de manera diferent de regió a regió, influenciat per diferents substrats causa dels diferents dialectes originaris dels pobles conquerits, així com el superstrat provinent dels dialectes dels pobles bàrbars veïns (germànics, eslaus, etc.).
Cal assenyalar que, ja en l'època romana com en l'època medieval, sempre hi ha hagut una distància entre el llenguatge escrit i oral, que ha donat lloc, juntament amb les diferències culturals entre les diferents classes socials, a la formació dialectes "vulgars" (en llatí "sermones vulgares"), com s'ha esmentat anteriorment.
De la parla "vulgar" de diferents països s'han desenvolupat les actuals llengües romàniques (del llatí romanice loqui'), tals com el napolità, el francès, o el català, etc.).
Del segle viii tenim la primera evidència d'un llenguatge que difereix notablement del llatí: els primers escrits en llengua vernacla italiana que han arribat fins a nosaltres són l'Indovinello veronese, escrita al voltant de l'any 800 (una part dels estudiosos, però, ho considera un altre exemple de llatí vulgar), el Placiti cassinesi al voltant de 960, i la Guaita di Travale.